# Union Point
Union Point es una ciudad ubicada en el condado de Greene en el estado estadounidense de Georgia. En el año 2000 tenía una población de 1.669 habitantes.

## Geografía
Union Point se encuentra ubicada en las coordenadas 33°36′59″N 83°4′26″O / 33.61639, -83.07389 (33.616263, -83.073905).
Según la Oficina del Censo, la localidad tiene un área total de 5,4 km² (2,1 mi²), de la cual 5,3 km² (2 mi²) es tierra y 0,1 km² (0 mi²) (1.80%) es agua.

## Demografía
Según la Oficina del Censo en 2000 los ingresos medios por hogar en la localidad eran de $26,384, y los ingresos medios por familia eran $32,284. Los hombres tenían unos ingresos medios de $26,484 frente a los $20,071 para las mujeres. La renta per cápita para la localidad era de $14,715. 